# Narodziny Marii (obraz El Greca)
Narodziny Marii – obraz przypisywany hiszpańskiemu malarzowi pochodzenia greckiego Dominikosowi Theotokopulosowi, znanego jako El Greco.
Pierwotnie obraz znajdował się w barcelońskiej kolekcji, by następnie trafić do kolekcji Fundacji E.G. Bührlego w Zurychu. Jego autorstwo jest sporne: Harold Wethey w swojej monografii pt. El Greco and his school podważa atrybucję dzieła. José Gudiol, jak i wcześniej Cossío i José Camón Aznar uznają pracę za częściowo dzieło El Greca i jednego z jego uczniów, ale raczej nie jego syna Jorga Manuela.
Obraz prawdopodobnie jest szkicem do innej ostatecznej wersji. Postacie są wydłużone, niedokończone, ich kończyny ledwo zaznaczone. Postacie przypominają te z górnej części wersji Zwiastowania ze Szpitala Tavera z 1614 roku.